# 1968年ドイツグランプリ
1968年ドイツグランプリ (1968 German Grand Prix) は、1968年のF1世界選手権第8戦として、1968年8月4日にニュルブルクリンクで開催された。
28回目の「ヨーロッパグランプリ」の冠がかけられた本レースは濃霧の中で行われ、ジャッキー・スチュワートは手首を骨折したまま走ったが、2位に4分以上の大差を付けて完勝した。
本レースは、ダン・ガーニーがF1で初めてフルフェイスヘルメットを着用したことでも注目に値するものであった。

## 背景
ブランズ・ハッチで行われた前戦イギリスGPでジョー・シフェールが予想外な勝利を挙げた後、ニュルブルクリンクに舞台を移したが、顔ぶれはほとんど変わらなかった。天候も変わらず週末を通して雨が降り続き、5戦連続で雨の影響を受けた。

## エントリー
この年はF2部門の混走はなかったが、BMWはF1での競争力を評価するため、ローラのF2マシンT102にBMWアッフェルベック直列4気筒エンジンを2リッター化し、フーベルト・ハーネがドライブする。

### エントリーリスト
| チーム                                                      | No. | ドライバー                     | コンストラクター | シャシー | エンジン                         | タイヤ |
| ----------------------------------------------------------- | --- | ------------------------------ | ---------------- | -------- | -------------------------------- | ------ |
| ブルース・マクラーレン・モーターレーシング                  | 1   | デニス・ハルム                 | マクラーレン     | M7A      | フォード・コスワース DFV 3.0L V8 | G      |
| ブルース・マクラーレン・モーターレーシング                  | 2   | ブルース・マクラーレン         | マクラーレン     | M7A      | フォード・コスワース DFV 3.0L V8 | G      |
| ゴールドリーフ・チーム・ロータス                            | 3   | グラハム・ヒル                 | ロータス         | 49B      | フォード・コスワース DFV 3.0L V8 | F      |
| ゴールドリーフ・チーム・ロータス                            | 21  | ジャッキー・オリバー           | ロータス         | 49B      | フォード・コスワース DFV 3.0L V8 | F      |
| ブラバム・レーシング・オーガニゼーション                    | 4   | ジャック・ブラバム             | ブラバム         | BT26     | レプコ 860 3.0L V8               | G      |
| ブラバム・レーシング・オーガニゼーション                    | 5   | ヨッヘン・リント               | ブラバム         | BT26     | レプコ 860 3.0L V8               | G      |
| マトラ・インターナショナル                                  | 6   | ジャッキー・スチュワート       | マトラ           | MS10     | フォード・コスワース DFV 3.0L V8 | D      |
| ホンダ・レーシング                                          | 7   | ジョン・サーティース           | ホンダ           | RA301    | ホンダ RA301E 3.0L V12           | F      |
| スクーデリア・フェラーリ SpA SEFAC                          | 8   | クリス・エイモン               | フェラーリ       | 312/68   | フェラーリ 242C 3.0L V12         | F      |
| スクーデリア・フェラーリ SpA SEFAC                          | 9   | ジャッキー・イクス             | フェラーリ       | 312/68   | フェラーリ 242C 3.0L V12         | F      |
| オーウェン・レーシング・オーガニゼーション                  | 10  | ペドロ・ロドリゲス             | BRM              | P133     | BRM P142 3.0L V12                | G      |
| オーウェン・レーシング・オーガニゼーション                  | 11  | リチャード・アトウッド         | BRM              | P126     | BRM P142 3.0L V12                | G      |
| マトラ・スポール                                            | 12  | ジャン＝ピエール・ベルトワーズ | マトラ           | MS11     | マトラ MS9 3.0L V12              | D      |
| アングロ・アメリカン・レーサーズ                            | 14  | ダン・ガーニー                 | イーグル         | T1G      | ウェスレイク 58 3.0L V12         | G      |
| ヨアキム・ボニエ・レーシングチーム                          | 15  | ヨアキム・ボニエ 1             | マクラーレン     | M5A      | BRM P142 3.0L V12                | G      |
| ロブ・ウォーカー/ジャック・ダーラッシャー・レーシングチーム | 16  | ジョー・シフェール             | ロータス         | 49B      | フォード・コスワース DFV 3.0L V8 | F      |
| カルテックス・レーシングチーム                              | 17  | クルト・アーレンス             | ブラバム         | BT24     | レプコ 740 3.0L V8               | D      |
| バイエリッシュ・モトーレン・ヴェルケ AG                     | 18  | フーベルト・ハーネ             | ローラ           | T102     | BMW M12/1 1.6L L4                | D      |
| クーパー・カー・カンパニー                                  | 19  | ルシアン・ビアンキ             | クーパー         | T86B     | BRM P142 3.0L V12                | F      |
| クーパー・カー・カンパニー                                  | 20  | ビック・エルフォード           | クーパー         | T86B     | BRM P142 3.0L V12                | F      |
| レグ・パーネル・レーシング                                  | 22  | ピアス・カレッジ               | BRM              | P126     | BRM P142 3.0L V12                | G      |
| シャルル・ホーゲル・レーシング                              | 23  | シルビオ・モーザー             | ブラバム         | BT20     | レプコ 620 3.0L V8               | G      |
| ソース:                                                     |     |                                |                  |          |                                  |        |

追記
- ^1 - エントリーのみ[8]

## 練習走行・予選

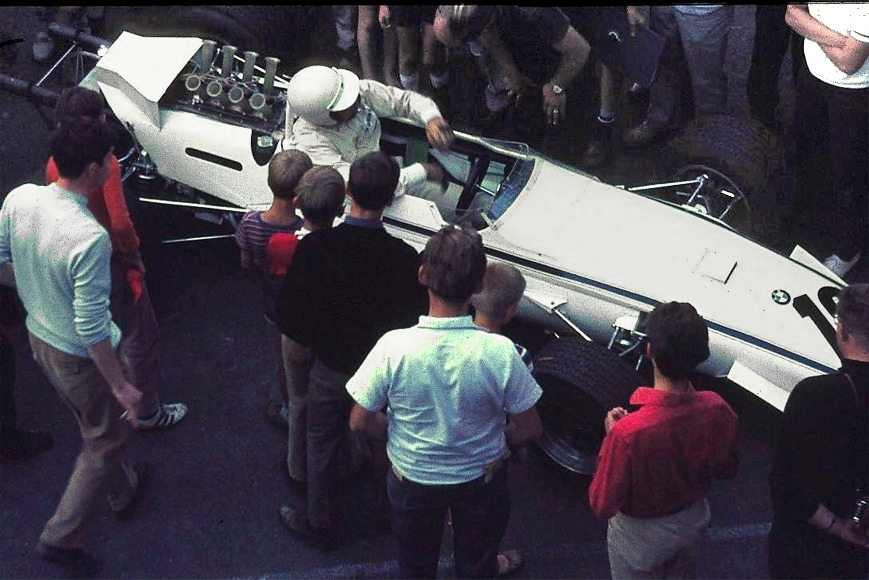
BMWの2Lエンジンを搭載したローラ・T102をドライブするフーベルト・ハーネ（練習走行にて）

土曜日のコンディションは非常に悪く、視界はわずか10ヤード (9.1 m)に過ぎなかったため、レース主催者は日曜日の朝に練習走行の追加を予定していた。まだ午前中のセッションで多くのドライバーがコースアウトを喫した。
最終的にフェラーリのジャッキー・イクスがチームメイトで2位のクリス・エイモンに10秒差を付けてポールポジションを獲得し、マトラ・MS10を駆るジャッキー・スチュワートは6番手となった。イクスは23歳216日で当時のF1史上最年少ポールシッターとなり、14年後の1982年アメリカ西グランプリでアンドレア・デ・チェザリスが22歳308日に更新するまで、記録を保持し続けた。

### 予選結果
| 順位    | No. | ドライバー                     | コンストラクター      | タイム  | 差      | グリッド |
| ------- | --- | ------------------------------ | --------------------- | ------- | ------- | -------- |
| 1       | 9   | ジャッキー・イクス             | フェラーリ            | 09:04.0 | -       | 1        |
| 2       | 8   | クリス・エイモン               | フェラーリ            | 09:14.9 | +10.9   | 2        |
| 3       | 5   | ヨッヘン・リント               | ブラバム-レプコ       | 09:31.9 | +27.9   | 3        |
| 4       | 3   | グラハム・ヒル                 | ロータス-フォード     | 09:46.0 | +42.0   | 4        |
| 5       | 20  | ビック・エルフォード           | クーパー-BRM          | 09:53.0 | +49.0   | 5        |
| 6       | 6   | ジャッキー・スチュワート       | マトラ-フォード       | 09:54.2 | +50.2   | 6        |
| 7       | 7   | ジョン・サーティース           | ホンダ                | 09:57.8 | +53.8   | 7        |
| 8       | 22  | ピアス・カレッジ               | BRM                   | 10:00.1 | +56.1   | 8        |
| 9       | 16  | ジョー・シフェール             | ロータス-フォード     | 10:03.4 | +59.4   | 9        |
| 10      | 14  | ダン・ガーニー                 | イーグル-ウェスレイク | 10:13.9 | +1:09.9 | 10       |
| 11      | 1   | デニス・ハルム                 | マクラーレン-フォード | 10:16.0 | +1:12.0 | 11       |
| 12      | 12  | ジャン＝ピエール・ベルトワーズ | マトラ                | 10:17.3 | +1:13.3 | 12       |
| 13      | 21  | ジャッキー・オリバー           | ロータス-フォード     | 10:18.7 | +1:14.7 | 13       |
| 14      | 10  | ペドロ・ロドリゲス             | BRM                   | 10:19.7 | +1:15.7 | 14       |
| 15      | 4   | ジャック・ブラバム             | ブラバム-レプコ       | 10:23.1 | +1:19.1 | 15       |
| 16      | 2   | ブルース・マクラーレン         | マクラーレン-フォード | 10:33.0 | +1:29.0 | 16       |
| 17      | 17  | クルト・アーレンス             | ブラバム-レプコ       | 10:37.3 | +1:33.3 | 17       |
| 18      | 18  | フーベルト・ハーネ             | ローラ-BMW            | 10:42.9 | +1:38.9 | 18       |
| 19      | 19  | ルシアン・ビアンキ             | クーパー-BRM          | 10:46.6 | +1:42.6 | 19       |
| 20      | 11  | リチャード・アトウッド         | BRM                   | 10:48.2 | +1:44.2 | 20       |
| DNS     | 23  | シルビオ・モーザー             | ブラバム-レプコ       | No Time | -       | DNS 1    |
| ソース: |     |                                |                       |         |         |          |

追記
- ^1 - モーザーはオイルポンプの故障により予選に出場せず[8][11]

## 決勝

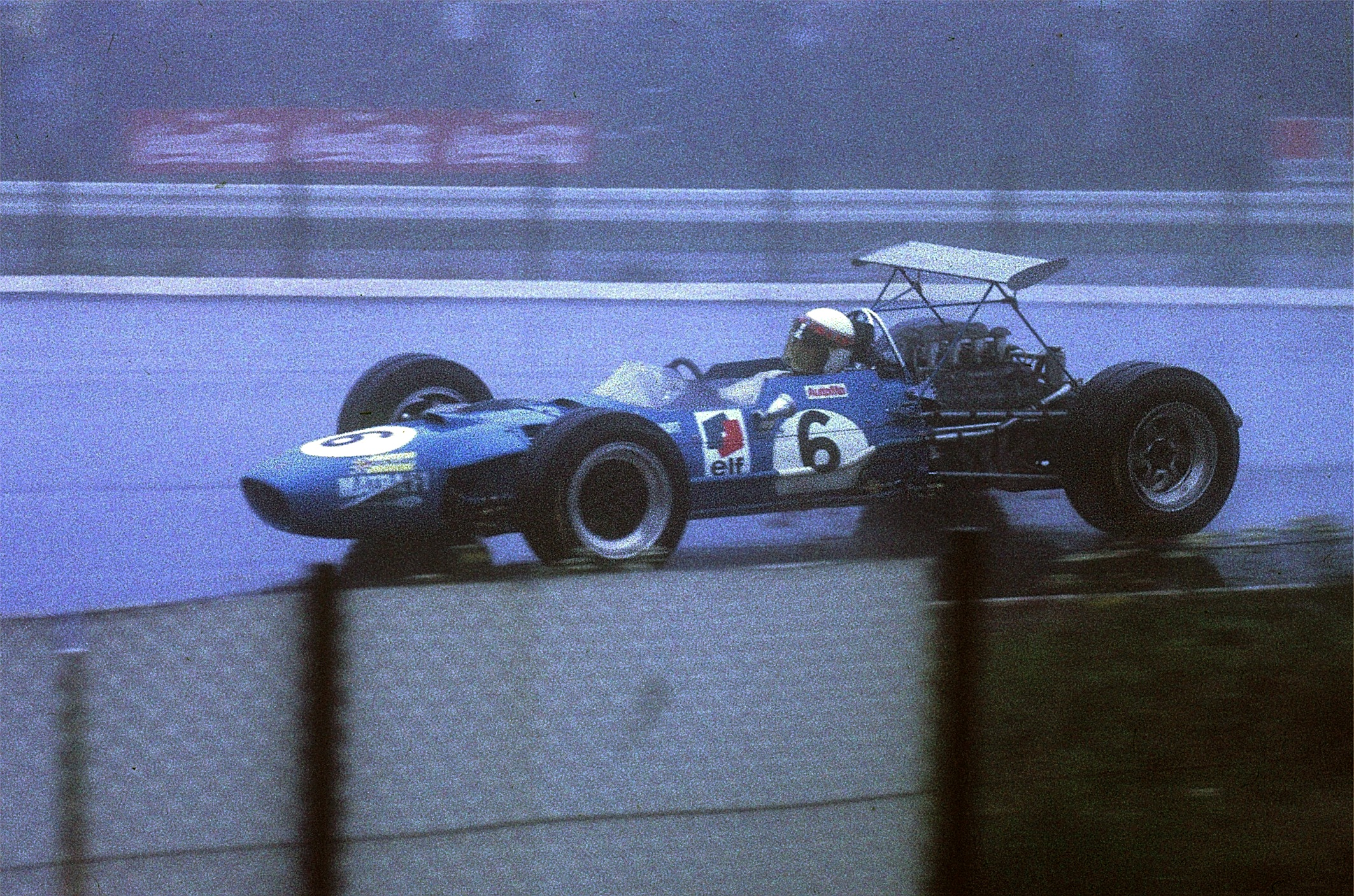
マトラ・MS10で優勝したジャッキー・スチュワート

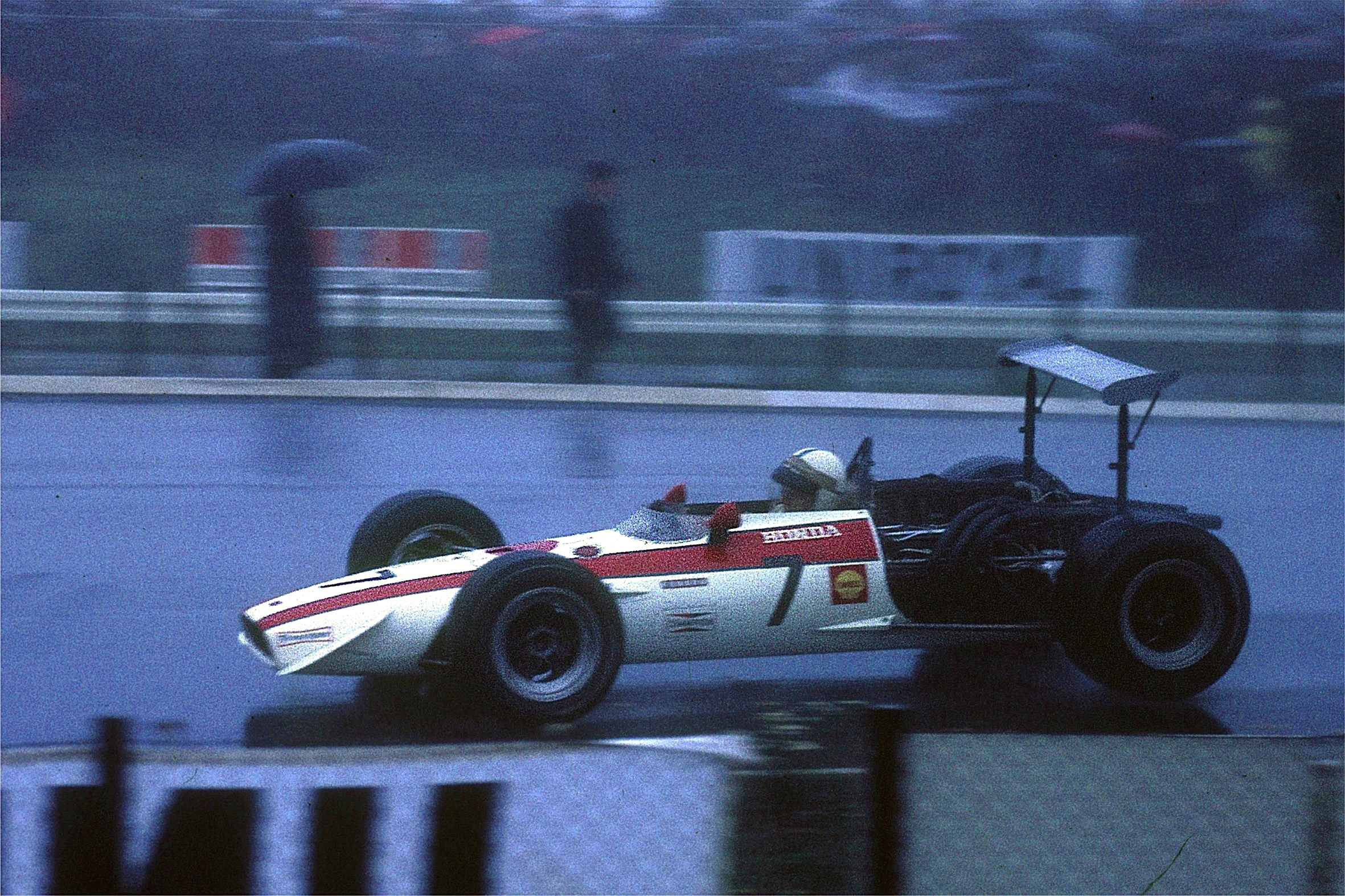
ジョン・サーティースがドライブするホンダ・RA301

日曜日の午後もコンディションは悪いままだったが、20万人の観衆が詰めかけた。レースはスコットランド人のジャッキー・スチュワートの独壇場となった。

### 展開
あまりの悪天候のため、スタートは2度にわたり延期された。スチュワートは中止を求めていたドライバーの1人であった。確実に悪化していくコンディションの中、レース主催者は1時間遅れでレースの強行を決めた。
雨と霧の中をスターティンググリッドに着いた各車に対し、スターターからエンジン始動の合図が送られ、全車エンジンを始動させたが、ジャック・ブラバムはエンジンを止めてタイヤ交換を行い、さらにスタートは遅れた。ブラバム以外の各車はいつスタートになるかわからず、エンジンを始動させたまま待機した。ジョン・サーティースのホンダ・RA301は、始動から6分でオーバーヒートして水蒸気を上げてしまい、ジョー・シフェールやクリス・エイモンも白煙を上げ始める。それにもかかわらず、スターターはエンジン停止の合図をしなかった。
エンジン始動の合図から8分42秒後にようやくレースがスタートし、グラハム・ヒルが首位を奪ったが、1周目が終わるまでにスチュワートは首位に立ち、9秒のリードを築いた。スチュワートは優れたダンロップのウエットタイヤが大きな効果を発揮し、2周目の終わりまでにリードを34秒に広げた。14周後にレースが終了したとき、スチュワートは2位のヒルに4分以上の差を付けていた。ヒルは11周目にスピンを喫したが、マシンを降りて正しい方向に押し、3位のヨッヘン・リントが追いつく前にコースへ復帰することができた。エイモンはヒルと同じ周にスピンアウトを喫してリタイアするまで、ヒルと11周の間2位を争った。サーティースは1周目の半ばで4位まで浮上したが、急激にパワーを失ってピットインした。レース開始前にエンジンをオーバーヒートさせた影響で12リットルの冷却水はほとんど空になり、冷却水を補給してピットアウトしたが既にエンジンはガタガタになっていて、まもなくリタイアせざるを得なかった。

### 反応
スチュワートは自伝で「歯を食いしばって戦った」とレースについて記した。1周目について:
本レースはスチュワートの史上最高のドライブと評されたが、後に自身も同じように感じたことを認めた。

### レース結果
| 順位    | No. | ドライバー                     | コンストラクター      | 周回数 | タイム/リタイア原因 | グリッド | ポイント |
| ------- | --- | ------------------------------ | --------------------- | ------ | ------------------- | -------- | -------- |
| 1       | 6   | ジャッキー・スチュワート       | マトラ-フォード       | 14     | 2:19:03.2           | 6        | 9        |
| 2       | 3   | グラハム・ヒル                 | ロータス-フォード     | 14     | +4:03.2             | 4        | 6        |
| 3       | 5   | ヨッヘン・リント               | ブラバム-レプコ       | 14     | +4:09.4             | 3        | 4        |
| 4       | 9   | ジャッキー・イクス             | フェラーリ            | 14     | +5:55.2             | 1        | 3        |
| 5       | 4   | ジャック・ブラバム             | ブラバム-レプコ       | 14     | +6:21.1             | 15       | 2        |
| 6       | 10  | ペドロ・ロドリゲス             | BRM                   | 14     | +6:25.0             | 14       | 1        |
| 7       | 1   | デニス・ハルム                 | マクラーレン-フォード | 14     | +6:31.0             | 11       |          |
| 8       | 22  | ピアス・カレッジ               | BRM                   | 14     | +7:56.4             | 8        |          |
| 9       | 14  | ダン・ガーニー                 | イーグル-ウェスレイク | 14     | +8:13.7             | 10       |          |
| 10      | 18  | フーベルト・ハーネ             | ローラ-BMW            | 14     | +10:11.4            | 18       |          |
| 11      | 21  | ジャッキー・オリバー           | ロータス-フォード     | 13     | +1 Lap              | 13       |          |
| 12      | 17  | クルト・アーレンス             | ブラバム-レプコ       | 13     | +1 Lap              | 17       |          |
| 13      | 2   | ブルース・マクラーレン         | マクラーレン-フォード | 13     | +1 Lap              | 16       |          |
| 14      | 11  | リチャード・アトウッド         | BRM                   | 13     | +1 Lap              | 20       |          |
| Ret     | 8   | クリス・エイモン               | フェラーリ            | 11     | アクシデント        | 2        |          |
| Ret     | 12  | ジャン＝ピエール・ベルトワーズ | マトラ                | 8      | アクシデント        | 12       |          |
| Ret     | 16  | ジョー・シフェール             | ロータス-フォード     | 6      | イグニッション      | 9        |          |
| Ret     | 19  | ルシアン・ビアンキ             | クーパー-BRM          | 6      | 燃料漏れ            | 19       |          |
| Ret     | 7   | ジョン・サーティース           | ホンダ                | 3      | イグニッション      | 7        |          |
| Ret     | 20  | ビック・エルフォード           | クーパー-BRM          | 0      | アクシデント        | 5        |          |
| DNS     | 23  | シルビオ・モーザー             | ブラバム-レプコ       |        | オイルポンプ        |          |          |
| ソース: |     |                                |                       |        |                     |          |          |

ファステストラップ
- ジャッキー・スチュワート - 9:36.0（8周目）

ラップリーダー
- ジャッキー・スチュワート - 14周 (Lap 1-14)

## 第8戦終了時点のランキング
|         | 順位 | ドライバー               | ポイント |
| ------- | ---- | ------------------------ | -------- |
|         | 1    | グラハム・ヒル           | 30       |
| 1       | 2    | ジャッキー・スチュワート | 26       |
| 1       | 3    | ジャッキー・イクス       | 23       |
|         | 4    | デニス・ハルム           | 15       |
|         | 5    | ペドロ・ロドリゲス       | 11       |
| ソース: |      |                          |          |

|         | 順位 | コンストラクター      | ポイント |
| ------- | ---- | --------------------- | -------- |
|         | 1    | ロータス-フォード     | 44       |
| 2       | 2    | マトラ-フォード       | 29       |
| 1       | 3    | フェラーリ            | 28       |
| 1       | 4    | マクラーレン-フォード | 22       |
|         | 5    | BRM                   | 18       |
| ソース: |      |                       |          |

- 注:  トップ5のみ表示。前半6戦のうちベスト5戦及び後半6戦のうちベスト5戦がカウントされる。